# 高在熙
高在煕（コ・ジェヒ、1939年7月24日 - ）は、韓国の囲碁棋士。ソウル市出身、韓国棋院所属、八段。韓国棋院選手権戦3連覇など。

## 経歴
1959年初段。1964年第2期青少年杯準優勝。1968年に王位戦で金寅に挑戦するが1-3で敗退。1969年第1期韓国棋院選手権戦に優勝。1977、78年に、再開された韓国棋院選手権戦で優勝し、3連覇。1990年東洋証券杯世界選手権戦出場。1992年七段。2004年、電子ランド杯王中王戦鳳凰部でベスト4。2006年八段。

### タイトル歴
- 韓国棋院選手権戦 1969、77、78年

### その他の棋歴
- 青少年杯 準優勝 1964年（決勝で尹奇鉉に敗れる）
- 王位戦 挑戦者 1968年